# Agencia de Tránsito y Movilidad
La Empresa Pública Municipal de Tránsito y Movilidad de Guayaquil E.P., conocida simplemente como Agencia de Tránsito y Movilidad, o por sus siglas ATM, es una institución que regula y controla el tránsito vehicular y peatonal, además de las consulta de multas, certificaciones y revisiones anuales técnicas de los vehículos livianos, comerciales y de transporte público que circulan en la ciudad de Guayaquil, Ecuador.
Fue creada por la Municipalidad de Guayaquil en el 2012, pero asumió el control de las calles de la urbe porteña el 1 de agosto de 2015, tras 67 años de control por parte de la Comisión de Tránsito del Ecuador, anteriormente Comisión de Tránsito del Guayas. De acuerdo a la Constitución de la República y al Código Orgánico de Organización Territorial, Autonomía y Descentralización, estipula que: "Es competencia exclusiva del gobierno autónomo descentralizado municipal planificar, construir y mantener la vialidad urbana".
Centros de Atención:
Oficina matriz ATM, Av. del Bombero, Sector San Eduardo. 
Centro de Revisión Técnica Vehicular, km 10.5 Vía a Daule
Centro de Revisión Técnica Vehicular Norte, Av. Narcisa de Jesús, Terminal Terrestre Municipal Pascuales
Centro de Solución de conflictos Centro Comercial Albán Borja